# Аутоскопия
Аутоскопия — это субъективное переживание, при котором индивидуум воспринимает окружающую обстановку с другой пространственно-временной перспективы, извне собственного тела.

## Аутоскопический психоз
Существует также редкий тип галлюцинаторного психоза — аутоскопический психоз.

## Болезни, при которых встречается аутоскопия
Аутоскопия наблюдается чаще всего при алкогольном делирии, также проявляется при органических заболеваниях головного мозга при поражении затылочно-теменной области.